# Кубок Болгарії з футболу 1954
Кубок Болгарії з футболу 1954 — 14-й розіграш кубкового футбольного турніру в Болгарії. Титул вдруге здобув ЦДНА (Софія).

## Перший раунд
| Команда 1              | Рахунок | Команда 2                |
| ---------------------- | ------- | ------------------------ |
| Спартак (Пловдив)      | 2:1     | Торпедо (Плевен)         |
| Спартак (Плевен)       | 3:0     | Урожай (Пордим)          |
| Локомотив (Пловдив)    | 1:0     | Септемврі (Толбухін)     |
| Торпедо (Димитровград) | 3:0     | Торпедо (Благоєвград)    |
| Локомотив (Софія)      | 5:1     | Ударник (Шумен)          |
| ДНА (Сливен)           | 3:0     | Динамо (Станке Димитров) |
| ВПС (Софія)            | 2:1     | Ударник (Стара Загора)   |
| Динамо (Софія)         | 6:1     | Спартак (Сталін)         |
| Міньор (Димитров)      | 5:2     | Септемврі (Плевен)       |
| Червено знаме (Айтос)  | 2:1     | ДНА (Тирново)            |
| Завод 12 (Софія)       | 4:1     | Червено знаме (Сілістра) |

## 1/8 фіналу
| Команда 1                 | Рахунок | Команда 2              |
| ------------------------- | ------- | ---------------------- |
| ЦДНА (Софія)              | 4:2     | ВМС (Сталін)           |
| Спартак (Пловдив)         | 2:1     | Спартак (Плевен)       |
| Локомотив (Пловдив)       | 7:0     | Торпедо (Димитровград) |
| Локомотив (Софія)         | +:-     | Збірна округу Враца    |
| ДНА (Сливен)              | 1:0     | ВПС (Софія)            |
| Міньор (Димитров)         | 2:0     | Динамо (Софія)         |
| Червено знаме (Кюстендил) | 2:1     | Червено знаме (Айтос)  |
| Ударник (Софія)           | 1:0     | Завод 12 (Софія)       |

## 1/4 фіналу
| Команда 1           | Рахунок | Команда 2                 |
| ------------------- | ------- | ------------------------- |
| ЦДНА (Софія)        | 2:0     | Спартак (Пловдив)         |
| Локомотив (Пловдив) | 1:0     | Локомотив (Софія)         |
| ДНА (Сливен)        | 2:0     | Міньор (Димитров)         |
| Ударник (Софія)     | 5:1     | Червено знаме (Кюстендил) |

## 1/2 фіналу
| Команда 1       | Рахунок | Команда 2           |
| --------------- | ------- | ------------------- |
| ЦДНА (Софія)    | 1:0     | Локомотив (Пловдив) |
| Ударник (Софія) | 1:0 дч  | ДНА (Сливен)        |

## Фінал
| 7 листопада 1954 |

| ЦДНА (Софія)     | 2:1      | Ударник (Софія)    |
| ---------------- | -------- | ------------------ |
| Міланов 21', 31' | Протокол | Горанов 37' (пен.) |

| «Васил Левський», Софія Глядачів: 30 000 Арбітр: Тодор Стоянов |